# Діурбель (область)
Діурбе́ль (фр. Diourbel) - область в Сенегалі.
- Адміністративний центр - місто Діурбель.

- Площа - 4 359 км², населення - 1 421 500 осіб (2010 рік).

## Географія
На заході межує з областю Тієс, на півночі з областю Луга, на сході з областю Кафрин, на півдні з областю Фатік.
На півночі області, в департаменті Мбаке, знаходиться місто Туба - важливий ісламський суфійський центр.

## Адміністративний поділ
Адміністративно область поділяється на 3 департаменти:

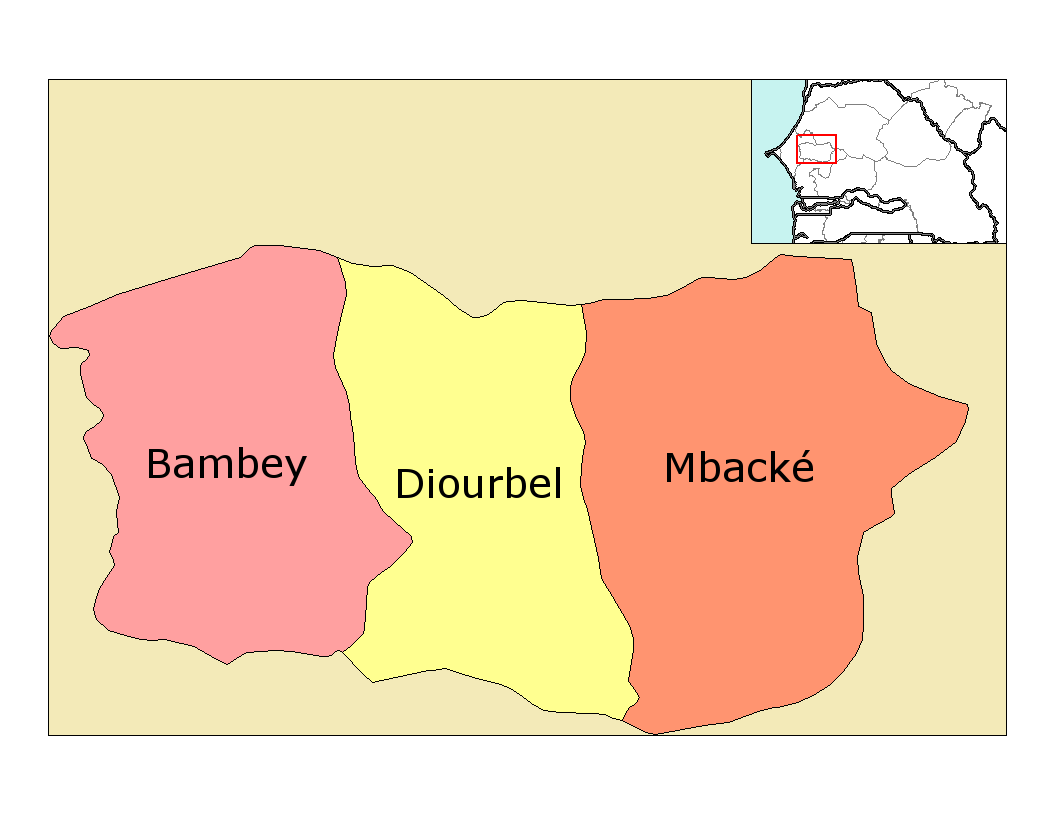
Департаменти області

- Бамбей
- Діурбель
- Мбаке